# 劳拉·泰森
劳拉·D'安德烈·泰森（英語：Laura D'Andrea Tyson，1947年6月28日—）是美国经济学家，且为美国经济顾问委员会的前任主席（克林顿执政期间）。她也曾任职于国际经济委员会的执行官。她当前也是加利福尼亞大學柏克萊分校哈斯商学院的教授。

## 生平
泰森生于新泽西州劳拉·D'安德烈家族。 她的父亲是意大利裔美国人,她的母亲则拥有瑞典和荷兰血统。 泰森于1969年毕业于史密斯学院经济学专业并以优异成绩获得了经济学文学学位，而且于1974年获得了麻省理工学院经济学博士学位。 她的博士导师是埃弗塞·多馬。 她于1974年成为了普林斯顿大学经济学院的教师并一直保持这个职位，直到1977年她获得了加州大学伯克利分校的经济学教授的职位。她于1990年被任命为企业经济学的教授。她与作家瑞克·S结婚。 泰森有一个儿子埃瑞克S·泰森。她有一个兄弟安兰·D`安德烈，是美国癌症研究员，另外两个阿尔万·T和威奥拉·D·费勒是美国癌症协会哈佛医学院放射肿瘤学教授。她的姐妹苏珊·D`安德烈·李退休于纽约联邦储备银行的监督检察官，目前是美国财政部，华盛顿特区金融研究办公室的政策顾问。
从2002年至2006年，泰森是伦敦商学院第一位女性院长。从1998年至2001年，她是哈斯商学院院长。1993年至1995年，她在克林顿政府担任总统经济顾问委员会主席。她是赞成关贸总协定的发言人，与詹姆斯·戈德·史密斯先生就（查理·罗斯）贸易协议将增加美国的就业机会的观点形成不同的看法。1995年至1996年，泰森担任国家经济委员会主任。自1987年以来，泰森一直是美国外交关系协会的成员。自1997年以来，她担任摩根士丹利董事会董事。自1999年以来，她担任着美国电话电报公司的董事会董事。自1999年以来，她担任伊士曼柯达公司的董事会董事，并且成为了资本市场监管委员会的成员。2009年12月，泰森宣布将于2010年3月4日加入世邦魏理仕董事会。 泰森还是QFINANCE战略咨询委员会的成员。
泰森出版了许多关于产业竞争力，贸易以及中欧的经济及其向市场体系过渡的书籍和文章。
泰森于2010年加入了由David Teece共同创办的专家服务咨询公司Berkeley Research Group，LLC担任特别顾问。 泰森曾于1997年至2001年为另一家专家咨询公司LECG（由Teece创立）提供咨询服务。
自2012年以来，泰森为国际媒体组织Project Syndicate撰写月刊专栏。 
2013年11月，泰森在加州大学伯克利分校哈斯商学院成立了商业和社会影响研究所。

## 外部連結
- 官方网站

| 官衔                     | 官衔                         | 官衔                       |
| ------------------------ | ---------------------------- | -------------------------- |
| 前任者： 邁克爾·J·博斯金 | 經濟顧問委員會主席 1993–1995 | 繼任者： 約瑟夫·史迪格里茲 |
| 前任者： 羅伯特·魯賓     | 國家經濟委員會理事 1995–1996 | 繼任者： 金·史伯林         |
| 學術機關職務             |                              |                            |
| 前任者： 雷蒙·E·邁爾斯   | 哈斯商學院院長 1998–2001     | 繼任者： 托馬斯·坎貝爾     |
| 前任者： 約翰·奎爾奇     | 倫敦商學院院長 2002–2006     | 繼任者： 羅賓·布坎南       |